# 张琦 (1961年)
张琦（1961年3月—），男，安徽寿县人，中華人民共和國政治人物。淮南师范专科学校（现淮南师范学院）数学系数学专业毕业，天津大学管理系工商管理专业工学硕士学位。

## 生平
1979年9月，在淮南师范专科学校数学系数学专业学习。1981年8月参加工作，任淮南师范专科学校团委干事、副书记、书记。1983年6月加入中国共产党。1988年8月，任煤炭部淮南矿务局南方公司副经理。
1991年10月，任海南省农业综合开发实验区管委会工商处负责人、处长。1992年2月至1993年12月，在天津大学管理系工商管理专业学习，获工学硕士学位。1993年3月，任管委会工商局局长。1997年2月，任海南省工商行政管理局副局长。
2003年2月，任中共三亚市委常委、副市长。2004年6月，任中共三亚市委副书记、副市长。
2006年5月，任海南省旅游局局长、党组书记。
2008年8月，任中共儋州市委副书记、代市长、市长（正厅级）。2010年2月，任中共儋州市委书记兼洋浦经济开发区工委副书记。
2014年9月，任中共海南省委常委、儋州市委书记兼洋浦经济开发区工委副书记。2014年10月，任中共海南省委常委、三亚市委书记。2016年11月，任中共海南省委常委、中共海口市委书记。2014年9月，張琦升任中共海南省委常委，躋身副省級，一個月後改任三亞市委書記；2016年11月出任海口市委書記。
2019年9月6日，因涉嫌严重违纪违法，接受中央紀委國家監委紀律審查和監察調查，成为2019年以來被查的第17名高官，也是十九大以來繼廣東的曾志權、陝西的錢引安和內蒙古的雲光中之後第4名在任被查的省級黨委常委，是繼雲光中之後第2名在任被查的省會首府城市市委書記。
2020年3月4日，因構成嚴重職務違法並涉嫌受賄犯罪被開除黨籍、開除公職，終止中共十九大代表、海南省第七次黨代會代表、海口市第十三次黨代會代表資格，移送檢察機關依法審查起訴，所涉財物隨案移送。
2020年7月9日，广东省广州市中级人民法院一审公开开庭审理张琦受贿一案。监察机关指控，被告人张琦利用职务上的便利，为有关单位和个人在土地开发、项目承揽、工程推进等事项上提供帮助，单独或通过其近亲属收受上述单位和个人给予的财物，共计折合人民币1.07亿余元。张琦当庭表示认罪、悔罪。
2020年12月3日，广东省广州市中级人民法院以受贿罪判处无期徒刑，剥夺政治权利终身，并处没收个人全部财产。
2021年1月27日，《中国纪检监察报》刊文指出，张琦任儋州市委书记时，违规推动海花岛项目，涉及填海总面积783公顷。在他的极力推动下，儋州市政府及海洋部门通过“化整为零”的方式，将填海项目拆分成36个面积小于27公顷的子项目瞒天过海，使得不过关的项目得以推进，该禁止的项目得以审批。2021年12月，该项目被责令拆除（2022年4月改为没收）。